# Гарциляна
Гарциля̀на (на италиански: Garzigliana; на пиемонтски: Garzijan-a, Гарциян-а) е село и община в Метрополен град Торино, регион Пиемонт, Северна Италия. Разположено е на 314 m надморска височина. Към 1 януари 2020 г. населението на общината е 551 души, от които 24 са чуждестранни граждани.